# Roberto Fernández Retamar
Roberto Fernández Retamar (Havana, 9 de junho de 1930 - 20 de julho de 2019) foi um poeta e ensaísta cubano.

## Biografia
Roberto Fernández Retamar se tornou doutor em Filosofia e Letras na Universidade de Havana em 1954, e realizou estudos de pós-graduação nas Universidades de Paris e Londres (1955–1956). É Doutor em Ciências Filológicas, e desde 1955 é professor da Universidade de Havana (desde 1995, Professor Emérito); foi entre 1957 e 1958 professor na Universidade Yale, e organizou conferências, leituras e cursos, em muitas outras instituições culturais da América, Europa e Japão. É Professor Honorário da Universidade de São Marcos em Lima (1986) e Doutor Honoris Causa das Universidades de Sófia (1989), Buenos Aires (1993) e Central de Las Villas (2011). Foi, entre 1947 e 1948, chefe de informação da revista Alba (para a qual entrevistou Ernest Hemingway) e é colaborador, desde 1951, da revista Orígenes, além de ter sido diretor entre 1959 e 1960 da Nueva Revista Cubana, conselheiro cultural de Cuba na França (1960) e secretário da União de Escritores e Artistas de Cuba (1961–1964), onde fundou em 1962 e codirigiu até 1964 a revista Unión, junto com Nicolás Guillén, Alejo Carpentier e José Rodríguez Feo. Em 1965 começou a dirigir a revista que é órgão da Casa de las Américas, instituição que preside desde 1986. Fundou em 1977 e dirigiu até 1986 o Centro de Estudos Marcianos e seu Anuario. Desde 1995 é membro da Academia Cubana da Língua (que dirigiu entre 2008 e 2012), e membro correspondente da Real Academia Espanhola.
Entre seus ensaios mais conhecidos estão La poesía contemporánea en Cuba (1927-1953), Antipoesía y poesía conversacional en Hispanoamérica, Modernismo, 98, subdesarrollo, Calibán, Nuestra América y Occidente y Contra la Leyenda Negra.

## Obra

### Poesia
- Elegía como un himno, Havana, 1950
- Patrias. 1949-1951, Havana, 1952
- Alabanzas, conversaciones. 1951-1955, México, 1955
- Vuelta de la antigua esperanza, Havana, 1959
- En su lugar, la poesía, Havana, 1959
- Con las mismas manos. 1949-1962, Havana, 1962
- Historia antigua, Havana, 1964
- Poesía reunida. 1948-1965, Havana, 1966
- Buena suerte viviendo, México, 1967
- Que veremos arder, Havana, 1970. Publicado simultaneamente em Barcelona pela Ed. El Bardo com o título de Algo semejante a los monstruos antediluvianos
- A quien pueda interesar (Poesía 1958-1970), México
- Cuaderno paralelo, Havana, 1973
- Circunstancia de poesía, Buenos Aires, 1974
- Revolución nuestra, amor nuestro, Havana, 1976
- Palabra de mi pueblo. Poesía 1949-1979, Havana, 1980
- Circunstancia y Juana, México, 1980 (consta de Circunstancia de poesía e Juana y otros poemas personales)
- Juana y otros poemas personales, Managua, 1981
- Poeta en La Habana, Barcelona, 1982
- Hacia la nueva, Havana, 1989
- Hemos construido una alegría olvidada. Poesías escogidas (1949-1988), Madrid, 1989
- Mi hija mayor va a Buenos Aires, Havana, 1993
- Algo semejante a los monstruos antediluvianos. Poesías escogidas 1949-1988, Havana, 1994
- Las cosas del corazón, Havana, 1994
- Una salva de porvenir, Matanzas, Cuba, 1995
- Aquí, Caracas, 1995
- Esta especie de poema. Antologia poética, Porto Rico, 1999
- Versos, La Habana, 1999.
- Felices los normales. Poesías escogidas 1994-1999, México, 2002.
- De una pluma de faisán. Poetas en mis poemas, Córdoba (Espanha), 2004.
- Antología personal, México, 2004.
- Nuestro fuego, Lima, 2006.
- Cinco poemas griegos, Havana, 2006.
- Lo que va dictando el fuego, Caracas, 2008.
- Conversa. Antoloxía 1951-1996, Vigo, 2009.
- Nosotros los sobrevivientes. Antología poética, Santiago de Chile, 2010.
- Vuelta de la antigua esperanza, Havana, 2010.
- Una salva de porvenir. Nueva antología personal, Buenos Aires, 2012.
- Circonstances de la poésie, Paris, 2014.
- Historia antigua, Havana, 2015.

### Ensaio
- La poesía contemporánea en Cuba. 1927-1953, Havana, 1954
- Idea de la estilística, Havana, 1983
- Papelería, Universidad Central de Las Villas, 1962
- Ensayo de otro mundo, Havana, 1967
- Introducción a Cuba. Historia, Havana, 1968
- Calibán, México, 1971
- El son de vuelo popular, Havana, 1972
- Lectura de Martí, México, 1972
- Para una teoría de la literatura hispanoamericana, Havana, 1975
- Acerca de España. Contra la Leyenda Negra, Medellín, 1977
- Introducción a José Martí, Havana, 1978
- Algunos problemas teóricos de la literatura hispanoamericana, Cuenca, 1981
- Para el perfil definitivo del hombre: (prólogo de Abel Prieto), Havana, 1981
- Entrevisto, Havana, 1982
- José Martí: semblanza biográfica y cronología mínima (com Ibrahím Hidalgo Paz), Havana, 1982
- Naturalidad y modernidad en la literatura martiana, Montevidéu, 1986
- Algunos usos de civilización y barbarie, Buenos Aires, 1989
- Ante el Quinto Centenario, 1992
- José Martí. La encarnación de un pueblo, Buenos Aires, 1993
- Cuando un poeta muere, Matanzas, Cuba, 1994
- Nuestra América: cien años, y otros acercamientos a Martí, Havana, 1995
- Cuba defendida, Havana, 1996
- Recuerdo a, Havana, 1998
- La poesía, reino autónomo, Havana, 2000